# Guardafauna
Los guardafaunas son funcionarios públicos provinciales de varias provincias de Argentina que están preparados para cumplir el rol de cuidadores del recurso natural.

## Descripción
Los guardafaunas pueden ser personas de ambos sexos, cuentan con equipo de comunicaciones, están dotados de vehículos con tracción en las cuatro ruedas, lanchas, motos, uniforme y documentación oficial para ejercer el cargo (no poseen armas).
Principalmente se encargan del cuidado de animales silvestres traumatizados (heridos por cazadores, choques vehiculares, animales salvajes mascotizados, etc.), rehabilitándolos; acompañados siempre de veterinarios de fauna salvaje, para luego si es posible, volver a reinsertarlos en su hábitat.
Dependiendo de la estación del año, desempeñan labores distintas, en verano, especialmente cuidan el recurso de los ríos y lagos, haciendo controles de ruta y en las orillas de los lagos y de los ríos, para detectar personas que no estén habilitados con el permiso de pesca, o que no estén usando el equipo correspondiente para ejercer ese deporte.
En el otoño y en el invierno el trabajo principal es controlar la caza, detectando a los cazadores furtivos que ingresan a campos de propiedad sin el permiso correspondiente, para lograr piezas de caza que después comercializan, vendiendo su carne.
Cuidan especialmente a la fauna amenazada, mediante controles que ejercen en las carreteras, con el acompañamiento de la fuerza policial o de Gendarmería.
Son los encargados de proteger las Área natural protegida en cada provincia, evitando la depredación del ambiente.